# 前野町
前野町（まえのちょう）は、東京都板橋区の町名。現行行政地名は前野町一丁目から六丁目。全域で住居表示が実施されている。

## 地理
板橋区の中央部に位置する。北で志村、東で大原町・泉町・宮本町、南で常盤台、南西の一部で富士見町、西で中台に隣接する。143.6haと区内でも比較的大きな面積をもつ町である。町域内には住宅地のほか中小の工業施設が立地する住工混合市街地が見られる。町域の北部を首都高速5号池袋線が東西に走るほか、東京都道が町域の中央を南北に縦貫している。

### 地形
町域は武蔵野台地成増台と荒川低地の境をなす、志村地区の崖線（がいせん）の後背部に相当する。すりばち状の谷戸地形で、おおむね南（常盤台側）から北（志村側）へ向かって下り勾配であり、数多くの坂道が作られている。谷底にあたる部分に見次公園と首都高速道路5号線があり、志村との境界になっている。

### 地価
住宅地の地価は、2025年（令和7年）1月1日の公示地価によれば、前野町1-44-6の地点で51万3000円/m2、前野町6-21-4の地点で48万5000円/m2となっている。

## 歴史
廃藩置県実施前は、武蔵国豊島郡前野村。

### 沿革
- 1871年（明治4年）11月：浦和県（現埼玉県）から東京府に編入。大区小区制実施。
- 1878年（明治11年）：郡区町村編制法により北豊島郡が設置され、東京府北豊島郡前野村となる。
- 1889年（明治22年）4月1日：市制町村制施行により志村と合併、東京府北豊島郡志村大字前野となる。字名として、南道附・熊野・免谷・日暮久保・城山下・田向。
- 1923年（大正12年）：志村前野町（現在の前野町一丁目）に、谷田賀良倶商店（後に谷田製作所を経て、現在の株式会社タニタ）創業。1959年に家庭用体重計、1992年に体脂肪計の製造・販売を始める。
- 1932年（昭和7年）10月1日：東京府内市郡併合による板橋区発足に伴い、東京府東京市板橋区志村前野町となる（1943年8月1日 東京都制施行）。
- 1946年（昭和21年）：淑徳高等女学校が小石川から志村前野町に移転する。
- 1952年（昭和27年）：旭光学工業株式会社（現・リコーイメージング株式会社）が、豊島区西巣鴨から志村前野町に移転する。
- 1953年（昭和28年）：板橋区により、志村前野町北端（現在の前野町四丁目）の自然湧水池一帯が区立見次公園として整備される。
- 1960年（昭和35年）：淑徳短期大学が埼玉県与野市（当時）から移転する。
- 1961年（昭和36年）5月1日：地番整理により、志村前野町と志村清水町の一部が前野町一丁目に再編される。
- 1962年（昭和37年）3月1日：地番整理により、志村前野町の大部分および志村小豆沢町、（旧）小豆沢一丁目、志村中台町の一部が前野町二～六丁目に再編される。志村前野町の一部は（旧）志村町二丁目に編入される。
- 1969年（昭和44年）：前野町二丁目に、タクシー会社日本交通の常盤台営業所が開業。
- 1990年（平成2年）：タニタ体重科学研究所創設。
- 1995年（平成7年）：前野町四丁目にイズミヤ板橋店開店。前野町四丁目に区立エコポリスセンター開館。
- 1997年（平成9年）：前野町一丁目に11月20日にライフ前野町店[8]、前野町六丁目に3月18日に東武ストア前野町店開店[9]。
- 2005年（平成17年）：前野町三丁目に湧出する温泉を利用した、源泉かけ流し入浴施設「前野原温泉 さやの湯処」が開館。
- 2006年（平成18年）：日本交通営業所が池袋に移転。跡地にスーパーマーケット三徳ときわ台店が開店する。
- 2015年（平成27年）：イズミヤ板橋店閉店。同年11月にイオンスタイル板橋前野町店が開店する。
- 2021年（令和3年）：常盤山部屋移転。

### 地名の由来
志村の台地にある志村城から見て手前に見える台地を「前野原」と称したことに由来する。

## 世帯数と人口
2025年（令和7年）3月1日現在（板橋区発表）の世帯数と人口は以下の通りである。
| 丁目         | 世帯数     | 人口     |
| ------------ | ---------- | -------- |
| 前野町一丁目 | 2,387世帯  | 4,679人  |
| 前野町二丁目 | 3,555世帯  | 7,172人  |
| 前野町三丁目 | 2,832世帯  | 5,784人  |
| 前野町四丁目 | 2,322世帯  | 4,181人  |
| 前野町五丁目 | 1,926世帯  | 3,640人  |
| 前野町六丁目 | 2,440世帯  | 4,437人  |
| 計           | 15,462世帯 | 29,893人 |

### 人口の変遷
国勢調査による人口の推移。
| 年                 | 人口   |
| ------------------ | ------ |
| 1995年（平成7年）  | 23,768 |
| 2000年（平成12年） | 24,100 |
| 2005年（平成17年） | 26,354 |
| 2010年（平成22年） | 27,865 |
| 2015年（平成27年） | 30,748 |
| 2020年（令和2年）  | 30,958 |

### 世帯数の変遷
国勢調査による世帯数の推移。
| 年                 | 世帯数 |
| ------------------ | ------ |
| 1995年（平成7年）  | 10,047 |
| 2000年（平成12年） | 10,639 |
| 2005年（平成17年） | 11,864 |
| 2010年（平成22年） | 12,847 |
| 2015年（平成27年） | 14,177 |
| 2020年（令和2年）  | 14,713 |

## 学区
区立小・中学校に通う場合、学区は以下の通りとなる（2021年8月時点）。
| 丁目         | 番地                              | 小学校                 | 中学校                   |
| ------------ | --------------------------------- | ---------------------- | ------------------------ |
| 前野町一丁目 | 全域                              | 板橋区立富士見台小学校 | 板橋区立志村第一中学校   |
| 前野町二丁目 | 36番                              | 板橋区立富士見台小学校 | 板橋区立志村第一中学校   |
| 前野町二丁目 | 1～8番 30～35番 37～39番          | 板橋区立前野小学校     | 板橋区立志村第一中学校   |
| 前野町二丁目 | 9～15番 19～29番 40～48番         | 板橋区立前野小学校     | 板橋区立上板橋第三中学校 |
| 前野町二丁目 | 16～18番                          | 板橋区立中台小学校     | 板橋区立上板橋第三中学校 |
| 前野町三丁目 | 12～23番                          | 板橋区立前野小学校     | 板橋区立上板橋第三中学校 |
| 前野町三丁目 | 1～11番 24～36番 38～45番         | 板橋区立前野小学校     | 板橋区立志村第一中学校   |
| 前野町三丁目 | 37番                              | 板橋区立志村第一小学校 | 板橋区立志村第一中学校   |
| 前野町三丁目 | 46～53番                          | 板橋区立志村第二小学校 | 板橋区立志村第一中学校   |
| 前野町四丁目 | 1～9番 18〜19番 21〜22番          | 板橋区立前野小学校     | 板橋区立志村第四中学校   |
| 前野町四丁目 | 10～17番 20番 23～58番            | 板橋区立北前野小学校   | 板橋区立志村第四中学校   |
| 前野町四丁目 | 59番                              | 板橋区立志村第二小学校 | 板橋区立志村第四中学校   |
| 前野町四丁目 | 60～63番                          | 板橋区立志村第二小学校 | 板橋区立志村第二中学校   |
| 前野町五丁目 | 1～6番 14〜15番 31〜32番          | 板橋区立前野小学校     | 板橋区立志村第四中学校   |
| 前野町五丁目 | 7～13番 16～30番 33～56番         | 板橋区立北前野小学校   | 板橋区立志村第四中学校   |
| 前野町六丁目 | 1～7番 13～15番 20～27番          | 板橋区立中台小学校     | 板橋区立上板橋第三中学校 |
| 前野町六丁目 | 10～12番                          | 板橋区立中台小学校     | 板橋区立中台中学校       |
| 前野町六丁目 | 8〜9番 16～19番 28～37番 49〜50番 | 板橋区立前野小学校     | 板橋区立上板橋第三中学校 |
| 前野町六丁目 | 38～48番 51～64番                 | 板橋区立前野小学校     | 板橋区立志村第四中学校   |

## 事業所
2021年（令和3年）現在の経済センサス調査による事業所数と従業員数は以下の通りである。
| 丁目         | 事業所数  | 従業員数 |
| ------------ | --------- | -------- |
| 前野町一丁目 | 115事業所 | 1,387人  |
| 前野町二丁目 | 164事業所 | 1,281人  |
| 前野町三丁目 | 157事業所 | 2,209人  |
| 前野町四丁目 | 140事業所 | 1,267人  |
| 前野町五丁目 | 57事業所  | 961人    |
| 前野町六丁目 | 114事業所 | 1,928人  |
| 計           | 747事業所 | 9,033人  |

### 事業者数の変遷
経済センサスによる事業所数の推移。
| 年                 | 事業者数 |
| ------------------ | -------- |
| 2016年（平成28年） | 742      |
| 2021年（令和3年）  | 747      |

### 従業員数の変遷
経済センサスによる従業員数の推移。
| 年                 | 従業員数 |
| ------------------ | -------- |
| 2016年（平成28年） | 8,676    |
| 2021年（令和3年）  | 9,033    |

## 交通

### 鉄道
町域に駅は存在しないが、以下の路線・駅が利用可能である。
- 東京都交通局
  - 都営地下鉄三田線：志村坂上駅（志村一丁目および小豆沢二丁目）・本蓮沼駅（蓮沼町および泉町）・板橋本町駅（本町および大和町）
- 東武鉄道
  - 東武東上線 ：中板橋駅（弥生町および中板橋）・ときわ台駅（常盤台一丁目・二丁目および南常盤台一丁目）・上板橋駅（上板橋二丁目および常盤台四丁目）

### バス
- 国際興業バス　※出入庫に伴う区間運転系統は省略。
  - 前野町四丁目・前野町三丁目・前野小学校・前野町六丁目：赤53　ときわ台駅行き・赤羽駅西口行き
    - 淑徳小学校児童専用のスクールバスも赤羽駅から運行されている。

  - 常盤台三丁目：浮舟02　浮間舟渡駅行き、赤53　ときわ台駅行き・赤羽駅西口行き
  - 前野町：浮舟02　浮間舟渡駅行き、赤53　ときわ台駅行き
    - 前野町二丁目（廃止）：隣の停留所と至近距離のため、2009年廃止。

  - 富士見台小学校（旧称・公園入口）：王54　上板橋駅行き・王子駅行き

### 道路
- 首都高速5号池袋線：志村パーキングエリア
- 東京都道445号常盤台赤羽線（前野中央通り）
- 前野本通り
- 富士見街道

## 施設
一丁目
- 板橋区立富士見台小学校
- ライフ前野町店[8]
- 株式会社タニタ 本社・体重科学研究所
  - 当地の社員食堂は社員および関係者限定で、見学も受け付けていない。なお、社員食堂のメニューは千代田区丸の内三丁目の「タニタ食堂」で公開されている。

二丁目
- 三徳ときわ台店
- リコーイメージング　本社
- ENEOS Dr.Drive 前野町店　川端石油(株)

三丁目
- 前野原温泉 さやの湯処：ナトリウム塩化物強塩温泉。泉温41℃。
- ビバホーム 板橋前野店
- 熊野神社（東熊野）
- 前野町三丁目緑の広場（遊具のある公園）
- 三興塗料株式会社
- 不動明王（3丁目38-21）
- ENEOS Dr.Drive 見次公園店　川端石油(株)

四丁目
- 常楽院（土器の寺）
- エコポリスセンター
- イオンスタイル板橋前野町店（旧イズミヤ板橋店）
- 見次公園
- WORKMAN Pro板橋前野本通り店
- マクドナルド板橋見次公園前店

五丁目
- 大乗淑徳学園
  - 淑徳大学東京キャンパス・淑徳大学短期大学部
  - 淑徳中学校・高等学校
  - 淑徳小学校
  - 淑徳幼稚園
- 板橋区立北前野小学校
- 熊野神社（西熊野）
- 前野公園
- 一心山昌玲寺
- 日暮台公園
- マハヤナ第二保育園
- 特別養護老人ホームみどりの苑

六丁目
- 板橋区立前野小学校
- 東武ストア前野町店[9]
- 巣鴨信用金庫常盤台支店：2011年に前野町一丁目から移転。

## その他

### 日本郵便
- 郵便番号 : 174-0063[3]（集配局 : 板橋北郵便局[19]）。